# Laurentiis-Studios
Laurentiis-Studios ist der Name eines Filmstudios südlich von Rom, an der Via di Castel Romano gelegen. In den Außen- und Innensets des Studios wurden u. a. diverse Italo-Western produziert.
Liste der in den Laurentiis-Studios produzierten Filme (unvollständig):
- Kopfgeld - Ein Dollar (1966)
- Django, der Rächer (1966)
- Zwei glorreiche Halunken (1966)
- A Minute to Pray, a Second to Die (1968)
- Fünf blutige Stricke (1970)

Weitere römische Filmstudios sind Cinecittà sowie die Elios-Studios.